# Piszczac (gmina)
Pour les articles homonymes, voir Piszczac.
Piszczac est une gmina rurale (gmina wiejska) de la powiat de Biała Podlaska, dans la Voïvodie de Lublin, dans l'est de la Pologne.
Son siège administratif (chef-lieu) est le village de Piszczac, qui se situe environ 20 kilomètres à l'est de Biała Podlaska (siège du powiat) et 98 kilomètres au nord-est de la capitale régionale Lublin (capitale de la voïvodie).
La gmina couvre une superficie de 169,92 km2 pour une population de 7 554 habitants en 2006.

## Histoire
De 1975 à 1998, la gmina est attachée administrativement à la voïvodie de Biała Podlaska.

Depuis 1999, elle fait partie de la voïvodie de Lublin.

## Géographie
La gmina inclut les villages et localités de :

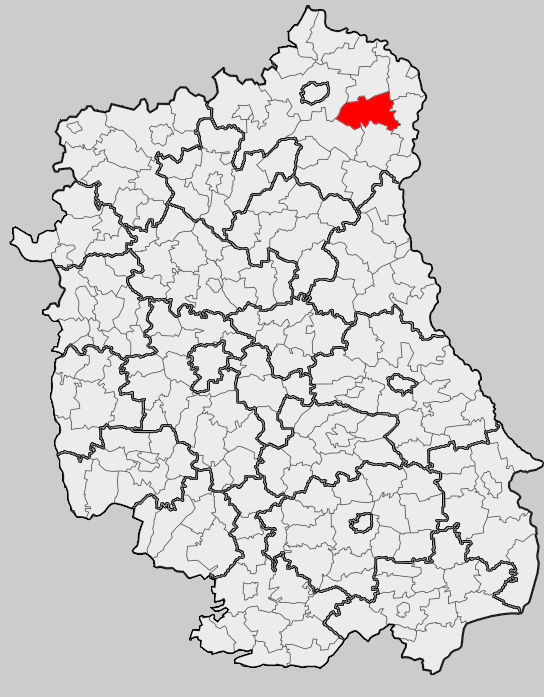
Position de la gmina dans la voïvodie

- Chotyłów
- Dąbrowica Mała
- Dobrynka
- Janówka
- Kolonia Piszczac I
- Kolonia Piszczac II
- Kolonia Piszczac III
- Kościeniewicze
- Nowy Dwór
- Ortel Królewski Drugi
- Ortel Królewski Pierwszy
- Piszczac
- Piszczac-Kolonia
- Połoski
- Połoski Nowe
- Połoski Stare
- Popiel
- Trojanów
- Wólka Kościeniewicka
- Wyczółki
- Zahorów
- Zalutyń

### Gminy voisines
La gmina de Piszczac est voisine des gminy suivantes :
- Biała Podlaska
- Kodeń, Łomazy
- Terespol
- Tuczna
- Zalesie

## Structure du terrain
D'après les données de 2002, la superficie de la commune de Piszczac est de 169,92 kilomètres carrés, répartis comme telle :
- terres agricoles : 68 %
- forêts : 24 %

La commune représente 6,17 % de la superficie du powiat.

## Démographie
Données du 30 juin 2004:
| Description        | Total  | Total | Femmes | Femmes | Hommes | Hommes |
| ------------------ | ------ | ----- | ------ | ------ | ------ | ------ |
| Unité              | Nombre | %     | Nombre | %      | Nombre | %      |
| Population         | 7 612  | 100   | 3 842  | 50,5   | 3 770  | 49,5   |
| Densité (hab./km²) | 44,8   | 44,8  | 22,6   | 22,6   | 22,2   | 22,2   |